# Vyloppilli Sreedhara Menon
 (septembre 2018).
Si vous disposez d'ouvrages ou d'articles de référence ou si vous connaissez des sites web de qualité traitant du thème abordé ici, merci de compléter l'article en donnant les références utiles à sa vérifiabilité et en les liant à la section « Notes et références ».
Vyloppilli Sreedhara Menon (11 mai 1911 – 22 décembre 1985) est un poète indien de langue Malayalam.

## Biographie
Il est né le 11 mai 1911 à Kaloor dans le district d'Ernakulam (Kérala). Il est mort le 22 décembre 1985 et son corps a été incinéré sur les	
bords de la rivière Bharathappuzha.

## Œuvres
Il est considéré par les historiens littéraires comme une des voix importantes dans la poésie Malayalam, qui ont marqué la transition du Romantisme à l'ère moderne.